# Vučedol
Vučedol är en fornlämning i Kroatien.   Den ligger i länet Srijem, i den östra delen av landet, 250 km öster om huvudstaden Zagreb. Vučedol ligger 106 meter över havet.
Terrängen runt Vučedol är platt. Runt Vučedol är det ganska glesbefolkat, med 47 invånare per kvadratkilometer. Närmaste större samhälle är Vukovar, 4,4 km väster om Vučedol. Trakten runt Vučedol består till största delen av jordbruksmark.